# 64 de Hakken!! Tamagotchi: Minna de Tamagotchi World
64 de Hakken!! Tamagotchi: Minna de Tamagotchi World (64で発見!!たまごっち みんなでたまごっちワールド) é um jogo eletrônico de tabuleiro desenvolvido pela Hudson Soft e publicado pela Bandai para Nintendo 64 em 19 de dezembro de 1997, exclusivamente no Japão. Ele é  baseado na franquia de mídia Tamagotchi, o primeiro e único da série a ser lançado para o console.

## Jogabilidade
64 de Hakken!! Tamagotchi: Minna de Tamagotchi World é um jogo de mesa digital que funciona com as regras do jogo de tabuleiro japonês sugoroku, que são similares às dos jogos ocidentais gamão ou cobras e escadas. O jogo também incorpora minijogos durante cada partida. Quando um Tamagotchi vence a partida, ele se transforma em um dos 37 tipos de "Tsukuzuku Tamagotchi" (熟たまごっち), personagens que fazem referência à cultura japonesa, como a um kappa, ou a outros personagens de jogos eletrônicos, como a Mario. O jogo permite multijogador local para até 4 jogadores em simultâneo.